# パラモア
パラモア（Paramore）は、アメリカ合衆国テネシー州出身のロックバンド。バンド名は「秘密の恋人」を意味する「Paramour」や「愛のために」という意味を持つ「Par Amor」という言葉のスペルを変えたものである。

## 経歴
歌好きの家族に囲まれ、ヘイリーはコンテストに出場するなどして幼いころから歌に親しんでいた。ヘイリーが13歳の時ミシシッピ州メリディアンからテネシー州フランクリンに引っ越した際、学校でジョシュとザックのファロ兄弟と知り合い、意気投合、バンド活動を始める。またヘイリーはファロ兄弟からU2などを薦められて大きな刺激を受け、本格的に曲制作にも取り組むようになる。まもなくヘイリーの家の隣に住んでいたジェイソンが加入する。
地元で名声を得た後、州都ナッシュビルでデビューに向けたデモテープ作成を開始。これを聴いたレーベル、フュエルド・バイ・ラーメンと契約し、2005年にデビューアルバム『オール・ウィ・ノウ・イズ・フォーリング』を発売。（ヘイリーは17歳、ザックは15歳でデビューしたことになる）。なお同レーベルの先輩にはフォール・アウト・ボーイがおり、パラモアはしばしば「フォール・アウト・ボーイの弟團」と紹介される。
2007年6月12日、2ndアルバム『ライオット!』がBillboard 200で最高位15位、全英アルバムチャートで最高位24位を記録。2008年、第50回グラミー賞で最優秀新人賞に選抜された。
2008年の映画『トワイライト〜初恋〜』に楽曲「ディコード〜恋の暗号」を提供。
前作から2年を過ぎた2009年9月29日、3rdアルバム『ブラン・ニュー・アイズ』を発売。ビルボード2位、イギリスチャートでは1位を獲得するなど、世界各国での人気が不動のものとなった。
しかし、2010年12月18日付の公式ブログにて、ジョシュとザックの脱退が明らかにされる。バンドは残ったメンバーで活動を継続することも合わせて発表された。
2011年6月に、3人となったメンバーで初の楽曲「モンスター」を、映画『トランスフォーマー/ダークサイド・ムーン』のサントラからシングルとしてリリース。
2013年4月9日、ファロ兄弟が脱退し3人となったメンバーで初の4thアルバム『パラモア』をリリース。ビルボードチャートではバンド史上初の初登場1位を獲得した。
2015年2月8日に行われた第57回グラミー賞にて、アルバム『パラモア』からの4thシングル「エイント・イット・ファン」でバンド初のグラミー賞「最優秀ロック・ソング賞」を受賞した。
2015年12月16日、ベーシストのジェレミーの脱退が発表された。
2016年6月、バンドのInstagramにて、2010年に脱退したドラマーのザックが新作のレコーディングに参加することが明かされたが、ザック自身はこの時点でバンドへの復帰は否定した。しかしながらその後2017年2月、ザックのバンド復帰が正式に発表された。メンバーが入れ替わった3人で2017年5月、5thアルバム『アフター・ラフター』をリリース。
2024年2月5日に開催された第66回グラミー賞にて、アルバム『ディス・イズ・ホワイ』で最優秀ロック・アルバム賞を、またアルバムのタイトル曲「ディス・イズ・ホワイ」で、Best Alternative Music Performanceを受賞した。

## メンバー

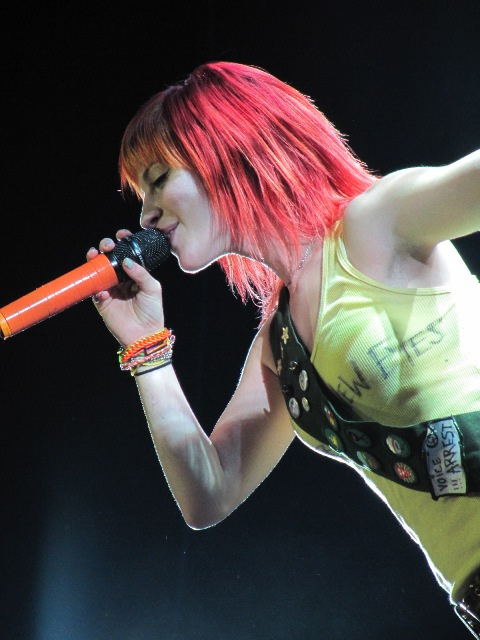
ヘイリー・ウィリアムス

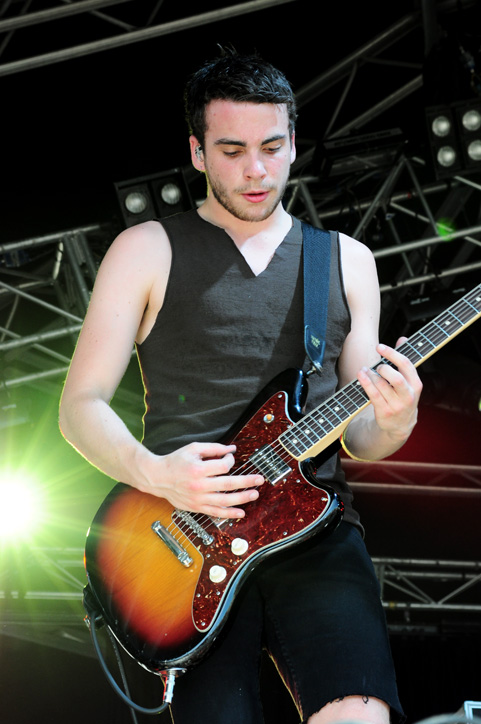
テイラー・ヨーク

### 現メンバー
- ヘイリー・ウィリアムス（Hayley Williams） - ボーカル、キーボード
ステージではピアノやギターを演奏することがある。
- テイラー・ヨーク（Taylor York)  - リード・リズムギター、コーラス
前任のラム脱退後にサポートメンバーとして加入し、2009年に正式メンバーとなる[15]。ヘイリーと共に、作詞や作曲も多く担当している。
- ザック・ファロ（Zac Farro） - ドラムス、パーカッション
兄のジョシュとともに2010年に離脱、2017年に復帰した。また、HalfNoiseとしてソロ活動も行っている。

### 旧メンバー
- ジョシュ・ファロ（Josh Farro） - リードギター、コーラス
自身のブログにて、バンドがメジャーレーベルに操作された商品に成り下がっていることに対しての反発を脱退理由として挙げ、ウィリアムスはレーベルに巧みに操られ、他メンバーを自身のソロプロジェクトの駒のように扱うと非難した。その後2011年にNovel Americanを結成（ザックも合流したが、2014年解散）。
- ジェレミー・デイヴィス（Jeremy Davis） - ベース
2015年に脱退。自身への印税をめぐってヘイリーとバンドマネージャーを相手に訴訟を起こしたのがきっかけで、友好的なものではなかった[16]。
- ジェイソン・バイナム（Jason Bynum） - ギター
デビュー直後に脱退した模様。
- ジョン・ヘンブリー（John Hembree） - ベース
2005年にジェレミーが一時離脱した時に、デビューアルバムに代役として参加。
- ウィリアム・“ハンター”・ラム（William "Hunter" Lamb） - リズムギター、コーラス
2007年初頭に脱退。結婚が理由。

## ディスコグラフィ

### アルバム
| 年                                        | タイトル                               | アルバム詳細 | チャート最高位 | チャート最高位 | チャート最高位 | チャート最高位 | チャート最高位 | チャート最高位 | チャート最高位 | チャート最高位 | チャート最高位 | チャート最高位 | 認定                                                                            |
| 年                                        | タイトル                               | アルバム詳細 | US             | AUS            | AUT            | CAN            | FIN            | GER            | IRE            | NLD            | NZ             | UK             | 認定                                                                            |
| ----------------------------------------- | -------------------------------------- | --- | -------------- | -------------- | -------------- | -------------- | -------------- | -------------- | -------------- | -------------- | -------------- | -------------- | ------------------------------------------------------------------------------- |
| 2005                                      | オール・ウィ・ノウ・イズ・フォーリング | - 原題: All We Know Is Falling - 発売日: 2005年7月26日 - レーベル: フュエルド・バイ・ラーメン - フォーマット: CD、LP、音楽配信 - 全米売上: 50万枚            | —              | —              | —              | —              | —              | —              | —              | —              | —              | 51             | - US: ゴールド - AUS: ゴールド - UK: ゴールド                                   |
| 2007                                      | ライオット!                            | - 原題: Riot! - 発売日: 2007年6月12日 - レーベル: フュエルド・バイ・ラーメン - フォーマット: CD、LP、音楽配信 - 全米売上: 100万枚                            | 15             | 47             | 66             | —              | 26             | —              | 53             | 61             | 15             | 24             | - US: 3× プラチナ - AUS: ゴールド - CAN: ゴールド - NZ: ゴールド - UK: プラチナ |
| 2009                                      | ブラン・ニュー・アイズ                 | - 原題: Brand New Eyes - 発売日: 2009年9月29日 - レーベル: フュエルド・バイ・ラーメン - フォーマット: CD、LP、音楽配信 - 全米売上: 210万枚                   | 2              | 1              | 6              | 3              | 5              | 7              | 1              | 23             | 1              | 1              | - US: プラチナ - AUS: プラチナ - CAN: ゴールド - NZ: ゴールド - UK: プラチナ    |
| 2013                                      | パラモア                               | - 原題: Paramore - 発売日: 2013年4月5日 - レーベル: フュエルド・バイ・ラーメン、アトランティック - フォーマット: CD、LP、音楽配信 - 全米売上: 50万枚         | 1              | 1              | 13             | 3              | 10             | 8              | 1              | 18             | 1              | 1              | - US: プラチナ - AUS: ゴールド - NZ: ゴールド - UK: ゴールド                    |
| 2017                                      | アフター・ラフター                     | - 原題: After Laughter - 発売日: 2017年5月12日 - レーベル: フュエルド・バイ・ラーメン、アトランティック - フォーマット: CD、LP、音楽配信 - 全米売上: 5.3万枚 | 6              | 3              | 10             | 9              | 14             | 18             | 4              | 17             | 7              | 4              | - US: ゴールド - UK: ゴールド                                                   |
| 2023                                      | ディス・イズ・ホワイ                   | - 原題: This Is Why - 発売日：2023年2月10日 - レーベル: フュエルド・バイ・ラーメン、アトランティック - フォーマット：CD、LP、カセット、音楽配信              | —              | 1              | —              | —              | —              | 6              | 2              | 22             | 3              | 1              |                                                                                 |
| "—"は未発売またはチャート圏外を意味する。 |                                        | |                |                |                |                |                |                |                |                |                |                |                                                                                 |

### ライブ・アルバム
- 『Live in the UK 2008』 （2008年1月30日）
- 『ザ・ファイナル・ライオット』[CD+DVD] （2008年11月25日）

2008年8月12日にアメリカ、シカゴのコングレス・シアターで撮影されたライヴ映像。DVDにはツアー中でのドキュメンタリー“40 Days Of Riot!”も収録されている。

### リミックス・アルバム
- 『Re: This Is Why』（2023年10月6日）[43]

### EP
- 『The Summer Tic EP』 （2006年8月2日）
- 『2010 Summer Tour EP』 （2010年8月10日）
- 『The Only Exception EP』 （2010年9月28日）
- 『Singles Club』 （2011年12月14日）
- 『The Holiday Sessions』 （2013年4月20日）

### シングル
| 発表   | タイトル                             | 初収録アルバム                                                          |
| ------ | ------------------------------------ | ----------------------------------------------------------------------- |
| 2005年 | プレッシャー                         | オール・ウィ・ノウ・イズ・フォーリング                                  |
| 2005年 | エマージェンシー                     | オール・ウィ・ノウ・イズ・フォーリング                                  |
| 2006年 | オール・ウィ・ノウ                   | オール・ウィ・ノウ・イズ・フォーリング                                  |
| 2007年 | ミザリー・ビジネス                   | ライオット!                                                             |
| 2007年 | ハレルヤ                             | ライオット!                                                             |
| 2007年 | クラッシュクラッシュクラッシュ       | ライオット!                                                             |
| 2008年 | ザット・ワット・ユー・ゲット         | ライオット!                                                             |
| 2008年 | ディコード〜恋の暗号                 | オリジナル・サウンドトラック トワイライト〜初恋〜                       |
| 2009年 | イグノランス                         | ブラン・ニュー・アイズ                                                  |
| 2009年 | ブリック・バイ・ボーリング・ブリック | ブラン・ニュー・アイズ                                                  |
| 2010年 | ジ・オンリー・エクセプション         | ブラン・ニュー・アイズ                                                  |
| 2010年 | ケアフル                             | ブラン・ニュー・アイズ                                                  |
| 2010年 | プレイング・ゴッド                   | ブラン・ニュー・アイズ                                                  |
| 2011年 | モンスター                           | 『トランスフォーマー ダークサイド・ムーン』オリジナル・サウンドトラック |
| 2013年 | ナウ                                 | パラモア                                                                |
| 2013年 | スティル・イントゥー・ユー           | パラモア                                                                |
| 2013年 | デイドリーミング                     | パラモア                                                                |
| 2014年 | エイント・イット・ファン             | パラモア                                                                |
| 2017年 | ハード・タイムス                     | アフター・ラフター                                                      |
| 2017年 | トールド・ユー・ソー                 | アフター・ラフター                                                      |
| 2017年 | フェイク・ハッピー                   | アフター・ラフター                                                      |
| 2018年 | ローズ・カラード・ボーイ             | アフター・ラフター                                                      |
| 2018年 | コート・イン・ジ・ミドル             | アフター・ラフター                                                      |
| 2022年 | ディス・イズ・ホワイ                 | ディス・イズ・ホワイ                                                    |
| 2022年 | ザ・ニュース                         | ディス・イズ・ホワイ                                                    |
| 2023年 | セ・コム・サ                         | ディス・イズ・ホワイ                                                    |
| 2023年 | ランニング・アウト・オブ・タイム     | ディス・イズ・ホワイ                                                    |

## 来日公演

### 2006年
- 6月3日（土）北海道 HMV SAPPORO
- 6月4日（日）北海道 ZEPP SAPPORO
- 6月6日（火）東京都 渋谷 CYCLONE
- 6月7日（水）東京都 渋谷 CLUB QUATTRO
- 6月8日（木）大阪府 心斎橋 CLUB QUATTRO

### 2007年
- 9月25日（火）愛知県 名古屋CLUB QUATTRO
- 9月26日（水）大阪府 BIG CAT
- 9月27日（木）東京都 SHIBUYA O-EAST

### 2009年
- 8月7日（金）千葉県 サマーソニック 東京
- 8月8日（土）大阪府 サマーソニック 大阪

### 2010年
- 2月10日（水） 大阪府 松下IMP HALL
- 2月13日（土）東京都 新木場 STUDIO COAST
- 2月14日（日）東京都 新木場 STUDIO COAST
- 2月16日（火）愛知県 名古屋 DIAMOND HALL

### 2018年
- 2月21日（水）東京都 ZEPP TOKYO
- 8月18日（土）大阪府 サマーソニック 大阪
- 8月19日（日）千葉県 サマーソニック 東京

## その他
- 週末のシンデレラ 世界!弾丸トラベラーで「When It Rains」が番組使用曲。
- 2006年にフュエルド・バイ・ラーメン所属のバンドが参加して行われた『FBR Night Vol.2』に同僚パンチライン、オクトーバーフォールと共に初来日を果たした。2007年にもパンクスプリング出演のため来日する予定があったが、アルバム制作に専念するためキャンセルとなった。サマーソニック09出演で再来日を果たし、2010年には東名阪ツアーも行った。
- ポップ・パンク系のバンドが集まったサウンドトラック『Sound of Superman』ではフー・ファイターズのカヴァー、「My Hero」を披露。
- 『トワイライト〜初恋〜』のサウンドトラックには、「Decode」と「I Caught Myself」が収録されている。